# Major League Baseball 1883
1883 års säsong av Major League Baseball (MLB) var den åttonde i MLB:s historia. MLB bestod under denna säsong av National League (NL), som bestod av åtta klubbar, och American Association (AA), som bestod av åtta klubbar. Mästare i NL blev Boston Beaneaters, som därmed tog sin tredje ligatitel. Mästare i AA blev Philadelphia Athletics, som därmed tog sin första (och enda) ligatitel.

## Tabeller

### National League
| Klubb                   | M   | V  | F  | O | V%    | GB   | PF  | PM  |
| ----------------------- | --- | -- | -- | - | ----- | ---- | --- | --- |
| Boston Beaneaters       | 98  | 63 | 35 | 0 | 0,643 | –    | 668 | 457 |
| Chicago White Stockings | 98  | 59 | 39 | 0 | 0,602 | 4    | 679 | 540 |
| Providence Grays        | 98  | 58 | 40 | 0 | 0,592 | 5    | 634 | 436 |
| Cleveland Blues         | 100 | 55 | 42 | 3 | 0,567 | 7,5  | 475 | 443 |
| Buffalo Bisons          | 98  | 52 | 45 | 1 | 0,536 | 10,5 | 613 | 576 |
| New York Gothams        | 98  | 46 | 50 | 2 | 0,479 | 16   | 529 | 577 |
| Detroit Wolverines      | 101 | 40 | 58 | 3 | 0,408 | 23   | 524 | 651 |
| Philadelphia Quakers    | 99  | 17 | 81 | 1 | 0,173 | 46   | 446 | 888 |

### American Association
| Klubb                    | M  | V  | F  | O | V%    | GB   | PF  | PM  |
| ------------------------ | -- | -- | -- | - | ----- | ---- | --- | --- |
| Philadelphia Athletics   | 98 | 66 | 32 | 0 | 0,673 | –    | 719 | 547 |
| St. Louis Browns         | 98 | 65 | 33 | 0 | 0,663 | 1    | 549 | 408 |
| Cincinnati Red Stockings | 98 | 61 | 37 | 0 | 0,622 | 5    | 657 | 412 |
| New York Metropolitans   | 97 | 54 | 42 | 1 | 0,563 | 11   | 498 | 405 |
| Louisville Eclipse       | 98 | 52 | 45 | 1 | 0,536 | 13,5 | 564 | 561 |
| Columbus Buckeyes        | 97 | 32 | 65 | 0 | 0,330 | 33,5 | 475 | 659 |
| Pittsburgh Alleghenys    | 98 | 31 | 67 | 0 | 0,316 | 35   | 523 | 726 |
| Baltimore Orioles        | 96 | 28 | 68 | 0 | 0,292 | 37   | 471 | 738 |

## Statistik

### National League

#### Slagmän

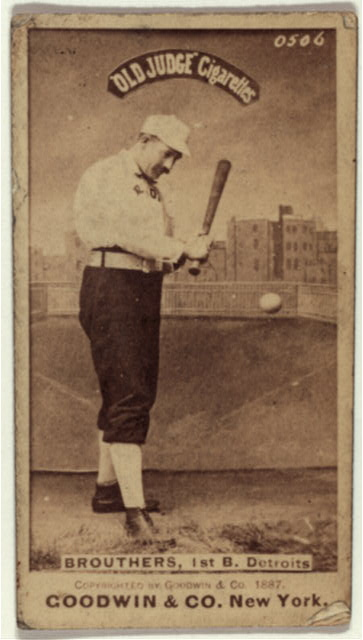
Dan Brouthers.

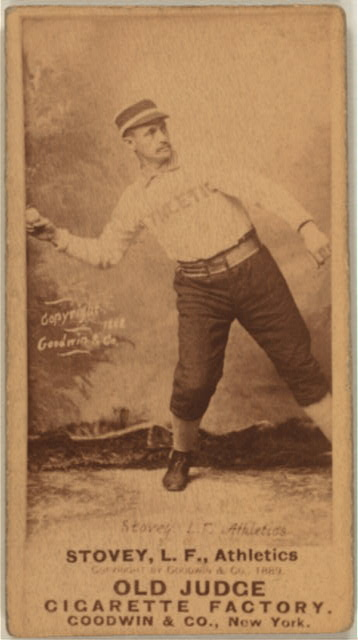
Harry Stovey.

Källa: 
| Kategori | Slagman       | Klubb | Värde |
| -------- | ------------- | ----- | ----- |
| AVG      | Dan Brouthers | BUF   | 0,374 |
| HR       | Buck Ewing    | NYG   | 10    |
| RBI      | Dan Brouthers | BUF   | 97    |
| R        | Joe Hornung   | BOS   | 107   |
| H        | Dan Brouthers | BUF   | 159   |
| OBP      | Dan Brouthers | BUF   | 0,397 |
| SLG      | Dan Brouthers | BUF   | 0,572 |

#### Pitchers

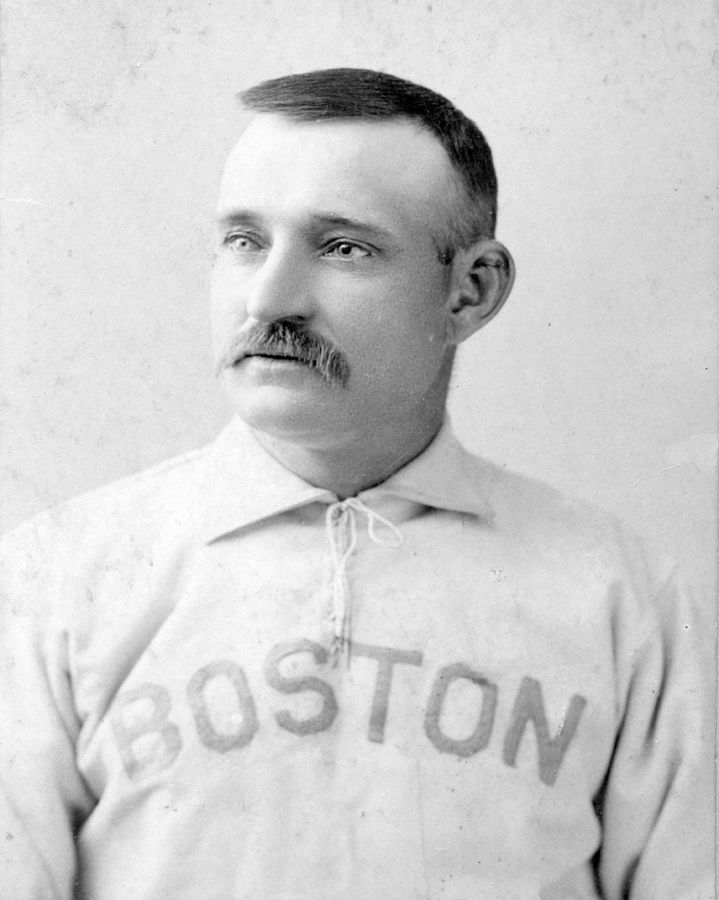
Old Hoss Radbourn.

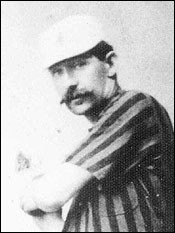
Tim Keefe.

Källa: 
| Kategori | Pitcher                     | Klubb   | Värde |
| -------- | --------------------------- | ------- | ----- |
| W        | Old Hoss Radbourn           | PRO     | 48    |
| ERA      | Jim McCormick               | CLE     | 1,84  |
| SO       | Jim Whitney                 | BOS     | 345   |
| IP       | Pud Galvin                  | BUF     | 656,1 |
| CG       | Pud Galvin                  | BUF     | 72    |
| SHO      | Pud Galvin                  | BUF     | 5     |
| SV       | Jim Whitney · Stump Wiedman | BOS DET | 2     |
| WHIP     | Old Hoss Radbourn           | PRO     | 0,98  |

### American Association

#### Slagmän
Källa: 
| Kategori | Slagman       | Klubb | Värde |
| -------- | ------------- | ----- | ----- |
| AVG      | Ed Swartwood  | PIT   | 0,357 |
| HR       | Harry Stovey  | PHI   | 14    |
| RBI      | Charley Jones | CIN   | 80    |
| R        | Harry Stovey  | PHI   | 110   |
| H        | Ed Swartwood  | PIT   | 147   |
| OBP      | Ed Swartwood  | PIT   | 0,394 |
| SLG      | Harry Stovey  | PHI   | 0,506 |

#### Pitchers
Källa: 
| Kategori | Pitcher                     | Klubb   | Värde |
| -------- | --------------------------- | ------- | ----- |
| W        | Will White                  | CIN     | 43    |
| ERA      | Will White                  | CIN     | 2,09  |
| SO       | Tim Keefe                   | NYM     | 359   |
| IP       | Tim Keefe                   | NYM     | 619,0 |
| CG       | Tim Keefe                   | NYM     | 68    |
| SHO      | Jumbo McGinnis · Will White | STL CIN | 6     |
| SV       | Bob Barr · Tony Mullane     | PIT STL | 1     |
| WHIP     | Tim Keefe                   | NYM     | 0,96  |